# Krščansko demokratska unija Nemčije
Krščansko demokratska unija Nemčije (nemško Christlich Demokratische Union Deutschlands; kratica: CDU; nemška izgovarjava: [ˈKʁɪstlɪç ˌdemoˈkʁaːtɪʃə ʔuˈni̯oːn ˈdɔʏtʃlants]) je krščansko-demokratska in liberalno-konzervativna politična stranka v Nemčiji. Je glavna stranka na desni sredini v nemški politiki.
Krščansko demokratska unija je največja stranka v nemškem zveznem parlamentu Bundestag; ima 152 od 736 sedežev, saj je na zveznih volitvah leta 2021 osvojila 18,9 odstotka glasov. Z bavarsko kolegico Krščansko socialno unijo na Bavarskem (CSU) tvori poslansko skupino CDU/CSU, znano tudi kot Unija. Parlamentarni vodja skupine je Friedrich Merz, predsednik CDU.
CDU, ustanovljena leta 1945 kot medkonfesionalna krščanska stranka, je dejansko nasledila predvojno stranko Katoliškega centra, v stranko pa se je vključilo veliko nekdanjih članov, vključno s prvim vodjo Konradom Adenauerjem. V stranki so bili liberalci in konservativci. Posledično stranka trdi, da predstavlja "krščansko-socialne, liberalne in konservativne" vrednote. CDU je proevropsko usmerjena stranka. Primarna barva stranke je črna, indentificira pa se tudi z rdečo (v logotipu), oranžno za zastavo in črno-rdečo-zlato za korporativni dizajn.
CDU je zvezno vlado vodila od leta 2005 do 2021 pod vodstvom Angele Merkel, ki je bila od leta 2000 do leta 2018 tudi vodja stranke. CDU je prej vodila zvezno vlado od 1949 do 1969 in od 1982 do 1998. Trije nemški povojni kanclerji z najdaljšim stažem prihajajo iz CDU; Helmut Kohl (1982–1998), Angela Merkel (2005–2021) in Konrad Adenauer (1949–1963). Stranka vodi tudi vlade v šestih od šestnajstih nemških zveznih dežel.
CDU je članica Centrist Democrat International, Mednarodne demokratične zveze in Evropske ljudske stranke (ELS). S 23 poslanci je največja stranka v ELS. Članica strank je tudi aktualna predsednica Evropske komisije Ursula von der Leyen.

## Volilna baza
Medtem ko sta Adenauer in Erhard sodelovala z nenacističnimi strankami na desnici, si je CDU kasneje prizadevala za marginalizacijo svoje desne opozicije. Izguba antikomunizma kot politične teme, sekularizacija in kulturne revolucije v Zahodni Nemčiji, ki so se zgodile od šestdesetih let prejšnjega stoletja, so ogrozile preživetje CDU.
Angela Merkel v svoji kampanji leta 2005 ni želela izraziti eksplicitnih krščanskih stališč, hkrati pa je trdila, da njena stranka ni nikoli izgubila koncepta vrednot. Merklova in predsednik Bundestaga Norbert Lammert sta želela pojasniti, da sklicevanja CDU na "prevladujočo kulturo" pomeni "strpnost in skupno življenje". Po mnenju strankarskega analitika Stephana Eisela je njeno izogibanje vprašanju vrednot morda imelo nasprotni učinek, saj ji ni uspelo mobilizirati osrednjega volilnega telesa stranke.
CDU uporablja načela krščanske demokracije in poudarja "krščansko razumevanje ljudi in njihove odgovornosti do Boga." Članstvo CDU v praksi sestavljajo ljudje, ki so pripadniki različnih religij, pa tudi neverujoči posamezniki. Politike CDU izhajajo iz političnega katolištva, katoliškega socialnega učenja in političnega protestantizma ter ekonomskega liberalizma in nacionalnega konzervativizma. Stranka je sprejela bolj liberalne gospodarske politike v kanclerskem mandatu Helmuta Kohla (1982–1998).
CDU kot konservativna stranka podpira strožje kaznovanje zločinov in vpletenost Bundeswehra v primere domačih protiterorističnih ofenziv. Kar zadeva priseljence, CDU podpira pobude za vključevanje priseljencev z jezikovnimi tečaji in si prizadeva za nadaljnji nadzor priseljevanja. Dvojno državljanstvo bi po njihovo moralo biti dovoljeno le v izjemnih primerih.
Zunanjepolitično se CDU zavzema za evropsko povezovanje in tesne odnose z Združenimi državami Amerike. Stranka nasprotuje vstopu Turčije v Evropsko unijo in predlagala privilegirano partnerstvo. Poleg kršenja človekovih pravic, CDU Turčiji očita tudi nepriznavanje Cipra, kar je v nasprotju s politiko EU.
CDU je vladala v štirih velikih koalicijah na zvezni ravni in številnih deželnih koalicijah s Socialdemokratsko stranko (SPD), s Zavezništvom '90 / Zelenipa tudi v koalicijah na deželni in lokalni ravni. CDU ima uradno odločitev kongresa stranke, ki prepoveduje koalicije in kakršno koli sodelovanje z Levico ali Alternativo za Nemčijo.

## Notranja struktura

### Kongres stranke
Kongres stranke je najvišji organ CDU. Sestane se vsaj vsaki dve leti, določi osnovne smernice politike stranke, odobri program in odloča o statutu CDU.
Kongres stranke CDU sestavljajo delegati regionalnih združenj CDU, tujih združenj in častni predsedniki. Deželna združenja pošljejo natanko 1000 delegatov, ki jih morajo izvoliti deželne ali okrožne konvencije. Število delegatov, ki jih lahko pošlje regijsko združenje, je odvisno od števila članov združenja šest mesecev pred kongresom stranke in rezultata zadnjih zveznih volitev v posamezni zvezni deželi. Vsa tuja združenja, ki jih je priznal zvezni izvršni odbor, pošljejo na kongres stranke vsakega delegata, ne glede na število članov.

### Zvezni odbor
Zvezni odbor je drugo najvišje telo in se ukvarja z vsemi političnimi in organizacijskimi zadevami, ki niso izrecno rezervirane za kongres zvezne stranke. Zaradi tega ga pogosto imenujejo manjši kongres stranke .

### Zvezni izvršni odbor in predsedstvo
Zvezno izvršno predsedstvo CDU vodi stranko na zvezni ravni. Izvaja sklepe zveznega kongresa stranke in zveznega odbora ter sklicuje kongres zvezne stranke. Predsedstvo CDU je odgovorno za izvrševanje resolucij zveznega izvršnega odbora in tekoče in nujno poslovanje. Sestavljajo ga vodilni člani zveznega izvršnega odbora in ni organ CDU v Nemčiji.

### Člani
Pred letom 1966 so vsoto članstva v organizaciji CDU le ocenjevali. Številke po letu 1966 temeljijo na seštevku od 31. decembra preteklega leta. Leta 2018 je imela CDU 420.240 članov.
Leta 2012 je bila povprečna starost članov 59 let. 6 % krščanskih demokratov je bilo mlajših od 30 let. Študija fundacije Konrad Adenauer iz leta 2007 je pokazala, da je bilo 25,4 % članov žensk in 74,6 % moških. Udeležba žensk je bila v nekdanjih vzhodnonemških državah višja z 29,2 % v primerjavi z 24,8 % v nekdanjih zahodnonemških državah.
| Deželna skupina               | Predsednik          | Člani   |
| ----------------------------- | ------------------- | ------- |
| Baden-Württemberg             | Thomas Strobl       | 74.669  |
| Berlin                        | Kai Wegner          | 12.568  |
| Brandenburg                   | Michael Stübgen     | 6.797   |
| Bremen                        | Carsten Meyer-Heder | 3.246   |
| Hamburg                       | Christoph Ploß      | 9.697   |
| Hesse                         | Boris Rhein         | 47.789  |
| Mecklenburg - Predpomorjanska | Franz-Robert Liskow | 6038    |
| Spodnja Saška                 | Bernd Althusmann    | 72,813  |
| Severno Porenje - Vestfalija  | Henrik Wüst         | 165.273 |
| Porenje-Pfalška               | Christian Baldauf   | 49,856  |
| Saarland                      | Tobias Hans         | 20.651  |
| Saška                         | Michael Kretschmer  | 13.148  |
| Saška - Anhalt                | Holger Stahlknecht  | 8.410   |
| Schleswig-Holstein            | Daniel Günther      | 26.674  |
| Turingija                     | Mike Mohring        | 12.035  |

### Odnos s CSU
CDU in Krščanska socialna unija na Bavarskem (CSU) sta nastali po drugi svetovni vojni in sta bili zaskrbljeni zaradi krščanskega pogleda na svet. V Bundestagu je CDU zastopana v skupni frakciji s CSU. Ta frakcija se imenuje CDU / CSU ali neformalno Unija. Njena osnova je zavezujoč sporazum, imenovan Fraktionsvertrag med obema stranema.
CDU in CSU imata skupno mladinsko organizacijo, Junge Union, skupno dijaško organizacijo, Schüler Union Deutschlands, skupno študentsko organizacijo Ring Christlich-Demokratischer Studenten in skupno organizacijo Mittelstand Mittelstands- und Wirtschaftsvereinigung .
CDU in CSU sta pravno in organizacijsko ločeni stranki; njihove ideološke razlike so včasih vir konfliktov. Najbolj opazen in resen tak dogodek je bil leta 1976, ko je CSU pod vodstvom Franza Josefa Straußa na strankarski konferenci v Wildbad Kreuthu prekinila zavezništvo s CDU. Ta odločitev je bila kmalu zatem razveljavljena, ko je CDU zagrozila, da bo na Bavarskem kandidirala proti CSU.
Odnos CDU do CSU ima zgodovinske vzporednice s prejšnjimi krščansko-demokratičnimi strankami v Nemčiji, pri čemer je Katoliška sredinska stranka delovala kot nacionalna katoliška stranka v celotnem Nemškem cesarstvu in Weimarski republiki, medtem ko je Bavarska ljudska stranka delovala kot bavarska različica. 
Od ustanovitve je bil CSU bolj konzervativen kot CDU. CSU in dežela Bavarska sta se odločili, da ne bosta podpisali temeljnega zakona za Zvezno republiko Nemčijo, saj sta vztrajali pri večji avtonomiji posameznih dežel. CSU in svobodna dežela Bavarska imata ločen policijski in pravosodni sistem (značilen in ne-zvezen) in sta aktivno sodelovali v vseh političnih zadevah Bundestaga, nemške vlade, Bundesrata, parlamentarnih volitvah nemškega predsednika, Evropskem parlamentu in srečanju z Mihailom Gorbačovom v Rusiji.

### Fundacija Konrad Adenauer
Fundacija Konrad Adenauer je think-tank center CDU. Imenuje se po prvem kanclerju Zvezne republike Nemčije in prvem predsedniku CDU. Fundacija ponuja politično izobraževanje, izvaja znanstvene raziskave za ugotavljanje dejstev za politične projekte, štipendira nadarjene posameznike, raziskuje zgodovino krščanske demokracije in podpira ter spodbuja evropsko združevanje, mednarodno razumevanje in sodelovanje na področju razvojne politike. Njegov letni proračun znaša približno 120 milijonov evrov in se večinoma financira z denarjem davkoplačevalcev.

### Posebne organizacije
Pomembne podorganizacije CDU so naslednje:
- Junge Union (JU), skupna mladinska organizacija CDU in CSU.
- Krščansko-demokratično združenje zaposlenih (CDA)
- Evangeličanska delovna skupina CDU / CSU (EAK, skupaj s CSU), ki predstavlja protestantsko manjšino v stranki.
- Združenje krščansko-demokratičnih študentov (RCDS), študentska organizacija stranke.
- Lesbian and Gay Members of the Union (de) (LSU), ki zastopa LGBT+ člane CDU.

## Predsednik CDU, od 1950 do danes
| Predsednik                 | Obdobje   |
| -------------------------- | --------- |
| Konrad Adenauer            | 1950–1966 |
| Ludwig Erhard              | 1966–1967 |
| Kurt Georg Kiesinger       | 1967–1971 |
| Rainer Barzel              | 1971–1973 |
| Helmut Kohl                | 1973–1998 |
| Wolfgang Schäuble          | 1998–2000 |
| Angela Merkel              | 2000–2018 |
| Annegret Kramp-Karrenbauer | 2018–2021 |
| Armin Laschet              | 2021–2022 |
| Friedrich Merz             | 2022–     |

## Predsedniki poslanske skupine v Bundestagu
| Predsednik skupine CDU / CSU      | Obdobje      |
| --------------------------------- | ------------ |
| Heinrich von Brentano di Tremezzo | 1949–1955    |
| Heinrich Krone                    | 1955–1961    |
| Heinrich von Brentano di Tremezzo | 1961–1964    |
| Rainer Barzel                     | 1964–1973    |
| Karl Carstens                     | 1973–1976    |
| Helmut Kohl                       | 1976–1982    |
| Alfred Dregger                    | 1982–1991    |
| Wolfgang Schäuble                 | 1991–2000    |
| Friedrich Merz                    | 2000–2002    |
| Angela Merkel                     | 2002–2005    |
| Volker Kauder                     | 2005–2018    |
| Ralph Brinkhaus                   | 2018 – danes |

## Nemški kanclerji iz CDU
| Kancler Nemčije      | Čas v službi |
| -------------------- | ------------ |
| Konrad Adenauer      | 1949–1963    |
| Ludwig Erhard        | 1963–1966    |
| Kurt Georg Kiesinger | 1966–1969    |
| Helmut Kohl          | 1982–1998    |
| Angela Merkel        | 2005 – danes |

## Rezultati volitev

### Evropski parlament
| Leto volitev | Število glasov | % glasov  | Število skupnih osvojenih sedežev | +/– |
| ------------ | -------------- | --------- | --------------------------------- | --- |
| 1979         | 10,883,085     | 39,0 (2.) | 33 / 81                           |     |
| 1984         | 9.308.411      | 37,5 (1.) | 32 / 81                           | 1.  |
| 1989         | 8,332,846      | 29,5 (2.) | 24 / 81                           | 8.  |
| 1994         | 11.346.073     | 32,0 (2.) | 39 / 99                           | 15. |
| 1999         | 10,628,224     | 39,2 (1.) | 43 / 99                           | 4.  |
| 2004         | 9.412.009      | 36,5 (1.) | 40 / 99                           | 3.  |
| 2009         | 8.071.391      | 30,6 (1.) | 34 / 99                           | 6.  |
| 2014         | 8.807.500      | 30,0 (1.) | 29 / 96                           | 5.  |
| 2019         | 8.437.093      | 22,6 (1.) | 23 / 96                           | 6.  |